# Jean-Claude Amyl
 (janvier 2017).
Si vous disposez d'ouvrages ou d'articles de référence ou si vous connaissez des sites web de qualité traitant du thème abordé ici, merci de compléter l'article en donnant les références utiles à sa vérifiabilité et en les liant à la section « Notes et références ».
Jean-Claude Amyl (né Jean-Claude Chiapale) né le 30 mars 1947 à Marseille et mort le 11 janvier 2017 dans le 3e arrondissement de Marseille est un acteur et metteur en scène français.

## Biographie
Il est le fils de Max Amyl, acteur.
Élève au cours Jean Périmony, il entre au Conservatoire national supérieur d'art dramatique, classes de Fernand Ledoux et Maurice Jacquemont.
Engagé par la Compagnie Renaud-Barrault, Odéon-Théâtre de France, il joue sous la direction de Jean-Louis Barrault, Roger Blin et Jorge Lavelli. Engagé par la Comédie-Française, Il interprète le rôle de Don Carlos dans Dom Juan de Molière, mise en scène Antoine Bourseiller.
Il effectue son service militaire dans le cadre de la coopération, responsable de l’animation du  Centre culturel français de Yaoundé, (Cameroun).
De retour à Paris, il termine ses études au Conservatoire national supérieur d'art dramatique, classe de Louis Seigner, dont il sort lauréat en 1971.
Il est engagé par la Comédie-Française, Théâtre de l'Odéon, où il joue sous la direction de Jean-Pierre Miquel, Jean-Paul Roussillon et Gérard Vergez. Puis, il rejoint le Jeune Théâtre National, où il joue sous la direction de Guy Lauzin, Jean-Pierre Miquel et Jean-Louis Thamin.

### Directeur de théâtre
Nommé directeur du Théâtre 14 en 1984, rebaptisé, sur sa proposition : Théâtre 14 Jean-Marie Serreau, Jean-Claude Amyl participe à l’élaboration du projet de réaménagement de la salle, en supervise la réalisation[réf. souhaitée] et procède à l’engagement du personnel.
Il élabore une programmation pluridisciplinaire.
La Confédération suisse lui proposant de créer un événement dans le cadre de la commémoration de son 700e anniversaire, Jean-Claude Amyl met un terme à ses fonctions en 1990[pas clair].
Il tourne pour le cinéma dans Le Cinéma de papa de Claude Berri et Les Guichets du Louvre de Michel Mitrani. Pour la télévision, notamment dans Les Cent livres des hommes de Jean Archimbaud, L'île de la jeune fille bleue de Patrick Jamain, Salut champion de Christian Gion et Nana de Maurice Cazeneuve.

### Missions
Jean-Claude Amyl a effectué une mission sur la Diffusion de la danse à Paris pour le compte du Ministère de la culture et de la communication et de la Mairie de Paris, ainsi que sur le Printemps du théâtre à Paris pour le compte de la Mairie de Paris[pertinence contestée]. Il a également été membre du Conseil artistique du Concours chorégraphique International de Bagnolet.
Il est décédé des suites d'un cancer le 11 janvier 2017 à Marseille.

## Théâtre

### Comédien
- 1965 : Numance de Cervantes, adaptation Jean Cau, mise en scène Jean-Louis Barrault, Compagnie Renaud-Barrault, Odéon-Théâtre de France
- 1966 : Henry VI de William Shakespeare, mise en scène Jean-Louis Barrault, Compagnie Renaud-Barrault, Odéon-Théâtre de France
- 1966 : Les Paravents de Jean Genet, mise en scène Roger Blin, Compagnie Renaud-Barrault, Odéon-Théâtre de France
- 1967 : Medea de Sénèque, adaptation Jean Vauthier, mise en scène Jorge Lavelli, musique Iannis Xenakis, Compagnie Renaud-Barrault,  Festival International d'art contemporain de Royan, Odéon-Théâtre de France, Festival d'Avignon
- 1968 : Dom Juan de Molière, mise en scène Antoine Bourseiller, Comédie-Française
- 1970 : Lancelot du Lac de Claude Santelli
- 1971 : Amorphe d'Ottenburg de Jean-Claude Grumberg, mise en scène Jean-Paul Roussillon, Comédie-Française, Théâtre national de l'Odéon
- 1972 : Volpone de Jules Romains et Stefan Zweig, mise en scène Gérard Vergez, Comédie-Française au Théâtre national de l'Odéon
- 1972 : Le Comte Öderland de Max Frisch, mise en scène Jean-Pierre Miquel, Comédie-Française,  Théâtre national de l'Odéon
- 1972 : Le Testament du chien d'Ariano Suassuna, mise en scène Guy Lauzin, Jeune Théâtre National, Festival d'Avignon
- 1972 : La Grande Muraille de Max Frisch, mise en scène Jean-Pierre Miquel, Jeune Théâtre National, Théâtre national de l'Odéon
- 1973 : Le Médecin malgré lui de Molière, mise en scène Jean-Louis Thamin, Jeune Théâtre National, Théâtre Graslin Nantes, tournée aux USA

### Metteur en scène
- La Nuit des assassins de José Triana, adaptation française Carlos Semprun, Conservatoire national supérieur d'art dramatique
- Chroniques martiennes de Ray Bradbury, adaptation pour le théâtre Louis Pauwels, Chapelle Saint Roch, FR3 réalisation Renée Kammerscheit
- Dr Héro d’Israël Horovitz, Théâtre La Bruyère
- Le Cavalier seul de Jacques Audiberti, Théâtre de la Plaine, tournée en France, FR3 réalisation Jean-Paul Sassy.
- Candide de Serge Ganzl, d’après Voltaire (L'avant-scène théâtre), Théâtre national de Chaillot, CAC de Montbéliard, tournée en France, TF1 réalisation Pierre Cavassilas
- Sauce for the goose (Le Dindon) de Georges Feydeau, RTE Players, Gaiety Theatre, Festival international de Dublin, Association française d'action artistique AFAA
- La Célestine de Pierre Laville d’après Fernando de Rojas, Jardin du musée du Petit Palais, Festivals de Pau, Carcassonne, Vaison-la-Romaine et Sarlat
- Vera Baxter ou les Plages de l'Atlantique de Marguerite Duras (1re version) (Éditions Albatros), Théâtre de Poche Montparnasse
- La Dernière Classe de Brian Friel, adaptation française Pierre Laville, Théâtre des Mathurins
- La Mouette d’Anton Tchekhov, texte français Marguerite Duras (in Théâtre IV, Gallimard), La Criée Théâtre national de Marseille, Théâtre de Boulogne-Billancourt
- Vera Baxter ou les Plages de l'Atlantique de Marguerite Duras (2e version) (éditions Albatros), La Criée Théâtre national de Marseille, Théâtre 14 Jean-Marie Serreau
- Crime et Châtiment de Fiodor Mikhaïlovitch Dostoïevski, adaptation pour le théâtre Jean-Claude Amyl (Actes-Sud Papiers), Théâtre 14 Jean-Marie Serreau
- Solness le constructeur de Henrik Ibsen, traduction française Jean-Claude Amyl et Marc-Vincent Howlett, Théâtre 13
- Savannah Bay de Marguerite Duras (1re version, création) (Éditions de Minuit), Théâtre national de Chaillot, Théâtre du Rond-Point, La Criée Théâtre national de Marseille, Théâtre du Nord et Comédie de Béthune, CDN de Reims, M. C. de Loire-Atlantique, Théâtre de Louvain-la-Neuve, Festival de Spa, tournée en France.
- Lucia di Lammermoor de Gaetano Donizetti, Opéra de Marseille
- I Capuleti e i Montecchi de Vincenzo Bellini, Opéra de Marseille
- Créanciers d'August Strindberg, traduction française Jean-Claude Amyl et Marc-Vincent Howlett (Éditions Circé/Théâtre), Théâtre de Poche Montparnasse
- Se trouver de Luigi Pirandello, traduction française Jean-Claude Amyl et Marc-Vincent Howlett, Espace Pierre Cardin
- Notre besoin de consolation est impossible à rassasier de Stig Dagerman (Actes Sud), conception Jean-Claude Amyl, Centre culturel suédois
- Ravage(s) Triptyque lyrique : Lamento d’Arianna de Ottavio Rinuccini et Claudio Monteverdi, La Voix humaine de Jean Cocteau et Francis Poulenc, Medea de Jean Vauthier et Guillaume Connesson (création), Grand Théâtre de Reims, Théâtre de Besançon, Théâtre Opéra de Vichy
- Sarabande d'Ingmar Bergman, traduction française Jean-Claude Amyl et Katja Haarla, Théâtre du Lucernaire